# 깜팽펫주
깜팽펫주(태국어: กำแพงเพชร)는 태국의 주(창왓)의 하나로 태국의 북부에 위치한다. 이웃한 주로는 북쪽부터 시계 방향으로 수코타이 주, 핏사눌록 주, 피칫 주, 나콘사완 주, 딱 주가 있다.

## 어원
깜팽은 '벽'을 의미하고 펫은 산스크리트어로 '다이아몬드'를 의미하는 바즈라에서 온 것이다. 그래서 주의 이름은 '다이아몬드 벽'을 의미한다.

## 지리
주의 주요 강은 짜오프라야강의 지류인 핑강이다. 주의 동부는 강의 평야로 이루어진 데 반해 서부는 대개 숲으로 덮인 산지이다.
주의 가장 잘 알려진 생산품의 하나는 바나나이다. 매년 주에서는 신에게 수확을 감사하는 바나나 축제가 열린다.

## 역사
깜팽펫은 14세기 수코타이 왕국 때 이미 왕국의 직할지였고 옛 이름은 차깡라오였다. 도시는 수코타이와 뒤를 이은 아유타야 왕국의 방어 체계의 중요한 일부를 구성했다.

## 행정 구역
깜팽펫에는 11개의 암프(군)와 더 세부 행정구역인 78개의 땀본 그리고 823개의 무반 (행정 구역)이 있다.
| 1. 므앙깜팽펫군 2. 사이응암군 3. 클롱란군 4. 카누워랄락사부리군 5. 클롱클룽군 6. 프란끄라타이군 | 1. 란끄라브군 2. 사이통왓타나군 3. 팡실라통군 4. 븡사막키군 5. 꼬삼피나콘군 |